# Лінтон (Північна Дакота)
Лінтон (англ. Linton) — місто (англ. city) в США, в окрузі Еммонс штату Північна Дакота. Населення — 1071 особа (2020).

## Географія
Лінтон розташований за координатами 46°16′7″ пн. ш. 100°14′0″ зх. д. / 46.26861° пн. ш. 100.23333° зх. д. (46.268549, -100.233370).  За даними Бюро перепису населення США в 2010 році місто мало площу 1,93 км², уся площа — суходіл.

### Клімат
| Клімат : Лінтон       | Клімат : Лінтон | Клімат : Лінтон | Клімат : Лінтон | Клімат : Лінтон | Клімат : Лінтон | Клімат : Лінтон | Клімат : Лінтон | Клімат : Лінтон | Клімат : Лінтон | Клімат : Лінтон | Клімат : Лінтон | Клімат : Лінтон | Клімат : Лінтон |
| Показник              | Січ.            | Лют.            | Бер.            | Квіт.           | Трав.           | Черв.           | Лип.            | Серп.           | Вер.            | Жовт.           | Лист.           | Груд.           | Рік             |
| Середній максимум, °C | −5,6            | −2,3            | 4,4             | 14,0            | 20,8            | 25,7            | 29,4            | 28,4            | 22,6            | 14,7            | 4,0             | −2,3            | 12,8            |
| Середній мінімум, °C  | −17,7           | −14,3           | −7,4            | −1              | 6,2             | 11,2            | 14,5            | 13,1            | 7,2             | −0,2            | −7,9            | −13,9           | −0,9            |
| Норма опадів, мм      | 8               | 10              | 13              | 27              | 66              | 70              | 67              | 53              | 34              | 34              | 11              | 8               | 402             |
| --------------------- | --------------- | --------------- | --------------- | --------------- | --------------- | --------------- | --------------- | --------------- | --------------- | --------------- | --------------- | --------------- | --------------- |
| Джерело: NOAA         |                 |                 |                 |                 |                 |                 |                 |                 |                 |                 |                 |                 |                 |

## Демографія
Згідно з переписом 2010 року, у місті мешкало 1097 осіб у 557 домогосподарствах у складі 316 родин. Густота населення становила 567 осіб/км².  Було 642 помешкання (332/км²).
Расовий склад населення:
| - 98,2 % — білих - 0,3 % — азіатів - 0,2 % — корінних американців - 0,1 % — чорних або афроамериканців |

До двох чи більше рас належало 1,3 %. Частка іспаномовних становила 0,5 % від усіх жителів.
За віковим діапазоном населення розподілялося таким чином: 17,7 % — особи молодші 18 років, 49,6 % — особи у віці 18—64 років, 32,7 % — особи у віці 65 років та старші. Медіана віку мешканця становила 54,0 року. На 100 осіб жіночої статі у місті припадало 90,5 чоловіків;  на 100 жінок у віці від 18 років та старших — 88,1 чоловіків також старших 18 років.
Середній дохід на одне домашнє господарство  становив 44 110 доларів США (медіана — 30 865), а середній дохід на одну сім'ю — 57 662 долари (медіана — 46 146). Медіана доходів становила 40 074 долари для чоловіків та 26 774 долари для жінок. За межею бідності перебувало 10,0 % осіб, у тому числі 7,6 % дітей у віці до 18 років та 22,6 % осіб у віці 65 років та старших.
Цивільне працевлаштоване населення становило 507 осіб. Основні галузі зайнятості: освіта, охорона здоров'я та соціальна допомога — 27,2 %, науковці, спеціалісти, менеджери — 10,8 %, фінанси, страхування та нерухомість — 10,3 %.